# NGC 2418
NGC 2418 هو اصطدام مجري، يقع في كوكبة التوأمان. اكتشف في 23 يناير 1874 . وقد اكتشفه إدوارد ستيفان .

## روابط خارجية
- NGC 2418 على موقع ويكي سكاي: DSS2, SDSS, GALEX, IRAS, Hydrogen α, X-Ray, Astrophoto, Sky Map, Articles and images